# Echo 2
Echo 2 – amerykański pasywny technologiczny satelita telekomunikacyjny mający postać balonu o średnicy 41,1 metrów wykonanego z aluminiowej folii mylarowej. Następca satelity Echo 1. Służył do testów łącznościowych (badania propagacji, technik komunikacyjnych, technik śledzenia) i geodezyjnych.
Wśród przyrządów znajdował się podwójny nadajnik sygnału telemetrii (sygnał umożliwiający: śledzenie; monitorowanie temperatury poszycia statku, od -120 do +16 °C; pomiar ciśnienia wewnętrznego, od 0,00005 do 0,5 mm słupka rtęci). Nadajniki zasilane z ogniw słonecznych miały moc 45 mW i nadawały na częstotliwościach 136,17 MHz i 136,02 MHz. Powierzchnia balonu w eksperymentach odbijała sygnały na częstotliwości 162 MHz.